# یونگاری
یونگاری (در ایالات متحده خزنده خوانده می‌شود) یک فیلم علمی–تخیلی هیولا محور ساخته ۱۹۹۹ در کره جنوبی است. نویسنده و کارگران فیلم شیم هیونگ رائه است.

## داستان
تیم تحقیقات باستان‌شناسی تعدادی غار زیر زمینی را پیدا می‌کند. کمپل و دکتر هیوز رهبران اعزامی این تیم هستند. اینجاست که دکتر هیو فشسب موجود بیگانه‌ای با الماس را می‌یابد.